# BahnTower
La Bahn Tower (Torre de la Bahn, en referencia a la compañía propietaria, Bahntower en ortografía local), es la sede del holding de transportes alemana Deutsche Bahn. Está situada en la Potsdamer Platz, en el centro de Berlín, en el extremo oriental del Sony Center. 
La Bahn Tower fue construida entre 1998 y 2000 con un diseño del arquitecto germanoamericano Helmut Jahn, de Hochtief AG y Kajima Corporation. Tiene una superficie de 22000 m².
El edificio encabezó los titulares de los periódicos locales en varias ocasiones en 2007 y 2008, cuando repetidas veces se rompieron partes de la fachada de vidrio, dejándose caer en la calle. No obstante, no se reportaron heridos.
La Deutsche Bahn había planeado originalmente trasladarse en 2010 a un rascacielos de veinte pisos en la nueva estación Berlin Hauptbahnhof. En abril de 2008 se conoció que los planes de la compañía eran prolongar su estancia en la Bahn Tower por tres años más. En noviembre de 2008, la compañía rechazó los planes de trasladarse a la Hauptbahnhof. En 2009, la compañía prolongó el alquiler por otros quince años.